# Municipio de Denison (Illinois)
El municipio de Denison (en inglés, Denison Township) es un municipio del condado de Lawrence, Illinois, Estados Unidos. Tiene una población estimada, a mediados de 2024, de 1255 habitantes.

## Geografía
Está ubicado en las coordenadas 38°37′50″N 87°41′23″O / 38.63056, -87.68972. Según la Oficina del Censo, tiene una superficie total de 151.2 km², de los cuales 150.0 km² corresponden a tierra firme y 1.2 km² están cubiertos de agua.

## Demografía
Según el censo de 2020, en ese momento había 1344 personas residiendo en la zona. La densidad de población era de 9.0 hab./km². El 94.64 % de los habitantes eran blancos, el 0.07 % era afroamericano, el 0.52 % eran amerindios, el 0.15 % eran isleños del Pacífico, el 0.67 % eran de otras razas y el 3.94 % eran de una mezcla de razas. Del total de la población, el 1.34 % eran hispanos o latinos de cualquier raza.